# Weiße Rosen aus Athen

Das Original mit Nana Mouskouri auf Fontana 261 264

Weiße Rosen aus Athen ist ein Schlager, der 1961 in Deutschland zu einem Nummer-eins-Hit wurde. Das Stück wurde von Manos Hadjidakis komponiert und von Hans Bradtke getextet.

## Entwicklung
Im Juni 1961 wurde im Rahmen der Internationalen Filmfestspiele Berlin der Dokumentarfilm von Wolfgang Müller-Sehn Traumland der Sehnsucht aufgeführt. Hauptdarstellerin in dem mit dem Silbernen Bären ausgezeichneten Film war die griechische Sängerin Nana Mouskouri. Sie sang mehrere von ihrem Landsmann Manos Hadjidakis komponierte Lieder, unter anderem die Volksliedadaption San Sfyrixis Tris Fores (Wenn du dreimal pfeifst). Die Plattenfirma Fontana Records ließ von diesem Titel eine deutschsprachige Version produzieren.
Völlig abweichend vom Original schuf der Liedtexter Hans Bradtke ein Sehnsuchtslied: „Weiße Rosen aus Athen, sagen dir, komm recht bald wieder, sagen dir auf Wiederseh’n“. Den deutschen Text sang ebenfalls Nana Mouskouri, die, obwohl in Griechenland bereits ein Star, dem deutschen Publikum noch relativ unbekannt war. Fontana produzierte den Titel Weiße Rosen aus Athen im Juli 1961 im Hansa-Tonstudio des Berliner Hotels Esplanade und veröffentlichte ihn im selben Monat auf der Single Nr. 261 264.

## Erfolge
Die deutsche Musikzeitschrift Musikmarkt nahm Weiße Rosen aus Athen erstmals im August 1961 in ihre Hitliste Top 50 auf. Zwei Monate später hatte der Titel die Top 10 erreicht und lag im Oktober zum ersten Mal auf dem ersten Platz. Diesen konnte Nana Mouskouri zehn Wochen lang verteidigen. Nach Günter Ehnerts „Hits des Jahres“ (Hit Bilanz Deutsche Chart Singles 1956–1980) wurde Weiße Rosen aus Athen nach Auswertung der Top 50 Schlager des Jahres 1961.
Die Jugendzeitschrift Bravo listete den Titel in ihrer Musicbox von November bis Dezember 1961 fünfmal auf Platz eins, platzierte ihn in den Jahrescharts aber nur auf Rang zwölf. In den Hitparaden der deutschen Rundfunksender schaffte es Weiße Rosen aus Athen nur bei den Schlagern der Woche des Berliner Senders RIAS auf den Spitzenplatz. Der Musiksender Radio Luxemburg verlieh Weiße Rosen aus Athen den Silbernen Löwen 1961 (2. Platz). Für den Erfolg auf dem deutschen Plattenmarkt wurde Mouskouri von der Plattenindustrie mit einer Goldenen Schallplatte für 500.000 verkaufter Exemplare ausgezeichnet.

## Coverversionen

Holländische Coverversion mit Mieke Telkamp

In Deutschland kamen unmittelbar nach der Originalversion zwei deutschsprachige Coverversionen auf den Markt. Im Oktober 1961 veröffentlichte Odeon eine Single mit der Sängerin Belina. Auch das Billiglabel Tempo, spezialisiert auf Coverversionen deutscher Erfolgstitel, produzierte eine Single mit Weiße Rosen aus Athen, gesungen von Charlotte Marian.
In den USA veröffentlichte die Plattenfirma Riverside 1962 das deutsche Original unter dem englischen Titel The White Rose of Athens. Diese Titelzeile übernahm auch das Autorenteam Norman Newell / Archie Bleyer für einen englischen Text. Zuerst produzierte die US-amerikanische Plattenfirma Cadence diese Textversion im Februar 1962 mit der Girlgroup The Chordettes. Diese Version wurde auch in zahlreichen anderen Ländern von verschiedenen Plattenfirmen herausgebracht. In den USA gab es noch eine Instrumentalversion unter demselben Titel mit dem Orchester David Carroll. Die Newell/Bleyer-Textversion wurde auch von Fontana in Großbritannien im März 1962 mit Nana Mouskouri auf den Markt gebracht. Auch diese Version wurde weltweit verbreitet.
Pierre Delanoë und Frank Gérald verfassten einen französischen Text, der unter dem Titel Roses blanches de Corfou, ebenfalls von Nana Mouskouri gesungen, von der französischen Fontana 1961 veröffentlicht wurde. In den Niederlanden sang Mieke Telkamp den Hadjidakis-Song in der niederländischen Sprache unter dem Titel Witte rozen uit Athen.
In Schweden sang Ann-Louise Hanson den Song auf Schwedisch unter dem Titel Vita Rosor från Aten. Die Version wurde ein großer Erfolg und belegte 20 Wochen lang Platz eins der schwedischen Radiohitparade Svensktoppen.

## Diskografie
| Interpret               | Titel                                             | Katalog-Nr.    | Veröffentlichung    |
| ----------------------- | ------------------------------------------------- | -------------- | ------------------- |
| Nana Mouskouri          | Weiße Rosen aus Athen                             | Fontana 261264 | Deutschland 7/1961  |
| Belina                  | Weiße Rosen aus Athen                             | Odeon 21945    | Deutschland 10/1961 |
| Charlotte Marian        | Weiße Rosen aus Athen                             | Tempo 844      | Deutschland 1961    |
| Nana Mouskouri          | The White Rose Of Athens (deutscher Originaltext) | Riverside 4513 | USA 2/1962          |
| Orchester David Carroll | The White Rose Of Athens                          | Mercury 71917  | 1/1962              |
| The Chordettes          | The White Rose Of Athens                          | Cadence 1417   | USA 2/1962          |
| Nana Mouskouri          | The White Rose of Athens                          | Fontana 383    | UK 3/1962           |
| Orchester Geoff Love    | White Rose of Athens                              | Columbia 4801  | UK 3/1962           |
| Nana Mouskouri          | Roses blanches de Corfou                          | Fontana 460795 | Frankreich 1961     |
| Charlie Level           | Roses blanches de Corfou                          | Saphir 5060    | Frankreich 1962     |
| Mieke Telkamp           | Witte rozen uit Athen'                            | Philips 318583 | Niederlande 10/1961 |